# Stöckl (Cheb)

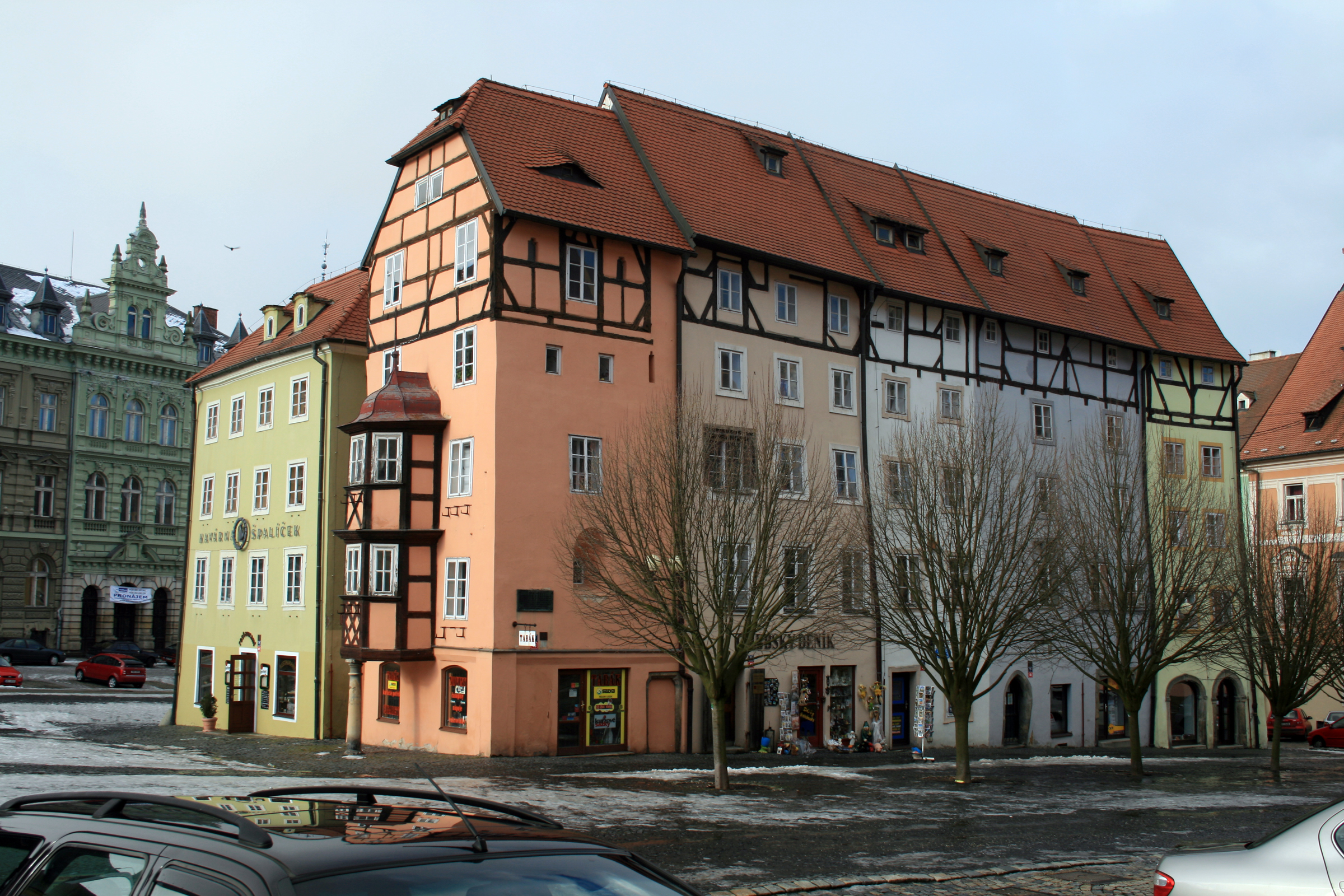
Ansicht des Stöckls

Das Stöckl von Cheb (tschechisch: Špalíček) ist ein historischer Häuserblock am Marktplatz der Stadt Cheb (deutsch: Eger), der den Charakter eines Wahrzeichens hat.
Die Angewohnheit im Mittelalter, in Stadtzentren auf engem Raum verhältnismäßig hohe Gebäude zu errichten, führte auch in Cheb zur Entstehung des Stöckl-Komplexes. Heute handelt es sich um elf Gebäude, die teils durch eine schmale Gasse getrennt sind. Ihre Entstehung geht zurück auf das 13. Jahrhundert. Auf der ältesten Darstellung der Stadt von 1472 sind weitere Gebäude sichtbar, die später abgerissen wurden. Als Wahrzeichen der Stadt ist das Stöckl Symbol des Stadtlogos.